# 伊圖皮蘭加

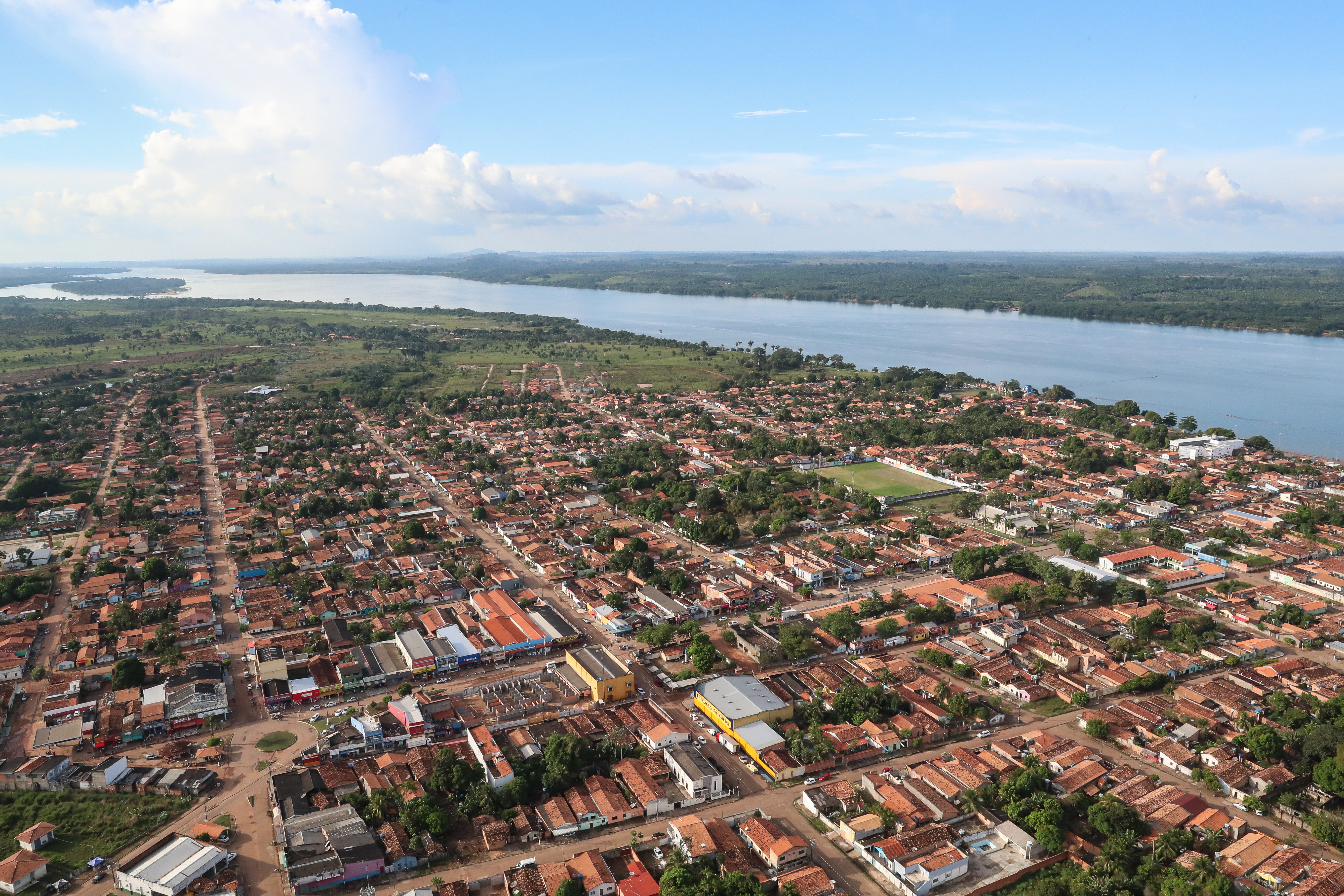
伊圖皮蘭加

伊圖皮蘭加（葡萄牙語：Itupiranga），是巴西的城鎮，位於該國北部，由帕拉州負責管轄，始建於1886年，面積7,880平方公里，海拔高度89米，2012年人口51,457，人口密度每平方公里6.53人。